# Минья-эль-Камх
Минья-эль-Камх (араб. منيا القمح‎) — город на севере Египта, расположенный на территории мухафазы Шаркия.

## Географическое положение
Город находится в юго-западной части мухафазы, в восточной части дельты Нила, на расстоянии приблизительно 14 километров к юго-западу от Эз-Заказика, административного центра провинции. Абсолютная высота — 17 метров над уровнем моря.

## Демография
По данным переписи 2006 года численность населения Минья-эль-Камха составляла 62 331 человека.
Динамика численности населения города по годам:
| 1996   | 2006   |
| ------ | ------ |
| 55 600 | 62 331 |

## Экономика и транспорт
Основу экономики города составляет сельскохозяйственное производство.
Ближайший крупный гражданский аэропорт — Международный аэропорт Каира.